# Evropski komisar za ekonomijo
Evropski komisar za ekonomijo je član Evropske komisije, pristojen za ekonomske in finančne zadeve, obdavčenje ter carino.
Trenutni komisar je Paolo Gentiloni iz Italije.

## Seznam komisarjev
| #  | Ime                                            | Država              | Mandat     | Predsednik komisije  | Opomba                |
| -- | ---------------------------------------------- | ------------------- | ---------- | -------------------- | --------------------- |
| 1. | Frits Bolkestein                               | Nizozemska          | 1999–2004  | Romano Prodi         | komisar za obdavčenje |
| 2. | Neil Kinnock Stranka evropskih socialistov     | Združeno kraljestvo | 1999–2004  | Romano Prodi         | komisar za carino     |
| 3. | László Kovács Stranka evropskih socialistov    | Madžarska           | 2004–2010  | Manuel Barroso       | komisar za obdavčenje |
| 4. | Siim Kallas ALDE                               | Estonija            | 2004–2010  | Manuel Barroso       | komisar za carino     |
| 5. | Algirdas Šemeta Evropska ljudska stranka       | Litva               | 2010–2014  | Manuel Barroso       |                       |
| 6. | Pierre Moscovici Stranka evropskih socialistov | Francija            | 2014–2019  | Jean Claude Juncker  |                       |
| 7. | Paolo Gentiloni Stranka evropskih socialistov  | Italija             | 2019–danes | Ursula von der Leyen |                       |